# Suctobelbella bullocki
Suctobelbella bullocki är en kvalsterart som först beskrevs av Balogh och Sandór Mahunka 1974.  Suctobelbella bullocki ingår i släktet Suctobelbella och familjen Suctobelbidae. Inga underarter finns listade i Catalogue of Life.